# Тарногруд
Тарногруд (пол. Tarnogród; укр. Терногород) — город в Польше, входит в Люблинское воеводство, Билгорайский повят. Имеет статус городско-сельской гмины. Занимает площадь 10,86 км². Население — 3.372 человека (на 2005 год). Историческую известность этому небольшому городу придала созванная в нём 26 ноября 1715 года Тарногродская конфедерация.

## Известные уроженцы
- Вашковский, Александр (1841—1865) — польский революционер.
- Ратгаузер, Яков Абрамович (1880—1938) — советский историк, профессор.
- Розенталь, Давид Пинкусович (1808—1889) — российский врач, доктор медицины.
- Леонтий (Стасевич) (1884—1972) — православный священник, исповедник